# Alberto Juantorena
Alberto Juantorena Danger (Santiago de Cuba, 3 december 1950) is een Cubaanse voormalige atleet, die gespecialiseerd was in de 400 m en de 800 m. Op de Olympische Spelen van Montreal won hij op beide afstanden, een dubbelslag die nog niemand anders had weten te behalen. In zijn sportcarrière liep hij tweemaal een wereldrecord. Zijn landgenoten noemden hem wegens zijn stijl (lange passen) 'el caballo', het paard.

## Biografie

### Begin atletiekcarrière
Alberto Juantorena begon als basketbalspeler, maar in 1971 stapte hij over naar de atletiek. Onder begeleiding van de Poolse coach Zygmunt Zabierzowski maakte hij snel vorderingen en het volgende jaar bereikte hij reeds de halve finales op de 400 m vlak op de Olympische Spelen van 1972 in München.
Weer een jaar later, in 1973, won hij zijn eerste internationale titel met een gouden medaille op de 400 m tijdens de Universiade in Moskou. In het seizoen 1974 was Juantorena de snelste atleet ter wereld op de 400 m, met een tijd van 44,7 s. Hij bleef ongeslagen in deze beide seizoenen.

### Olympische dubbelslag
Op de Olympische Spelen van Montreal in 1976 was hij een van de favorieten voor het goud op de 400 m, maar hij deed ook mee aan de 800 m, hoewel hij pas datzelfde jaar zich serieus op die afstand was gaan toeleggen. Het idee was afkomstig van trainer Zabierzowsky, die altijd al de ambitie had gekoesterd om een wereldrecordhouder op de 800 m voort te brengen en meende dat hij in de 1,90 m grote Juantorena zijn kandidaat had gevonden. Begin 1976 bereidde hij hem op het waagstuk voor, zonder het echter ook in een wedstrijd te proberen.
Tussen 23 en 31 juli 1976 liep Juantorena in Montreal negen wedstrijden: drie op de 800 m, vier op de 400 m en twee in de 4 x 400 m estafette. Toen hij de finale van de 800 m won, keek hij vaak achterom. Maar hij won in een wereldrecordtijd van 1.43,50, in een finale waarin hij Ivo Van Damme en Rick Wohlhuter (USA) versloeg. Drie dagen later won hij dan ook nog de 400 m in 44,26, de snelste tijd tot dan toe op zeeniveau gelopen.
Terug in Havanna schonk hij zijn gouden medaille van de 800 m aan het staatshoofd Fidel Castro, die hij de hemel inprees.
Overigens was Alberto Juantorena na zijn successen in Montreal zeer duidelijk over zijn sportieve en professionele toekomst: 'Ik ben nu gediplomeerd econoom, maar voor een hogere graad moet ik nog studeren aan de universiteit van Havanna. Ik vind het goed voor een mens om op meer fronten actief te zijn. Dat is trouwens een basisprincipe van het Cubaanse onderwijssysteem. Waar ik van droom, is wijs te worden: dat wil zeggen een compleet mens te zijn.'

### Blessures
Op de Universiade van 1977 in Sofia won Juantorena de 800 m in 1.43,44, een verbetering van zijn eigen wereldrecord met zes honderdste seconde. Bij de wereldbekerwedstrijden in Düsseldorf van dat jaar won hij opnieuw de dubbel op de 400 en 800 m.
De volgende jaren werd hij geplaagd door blessures en kon hij zijn vroegere niveau niet meer evenaren. Op de Olympische Spelen van 1980 in Moskou bereikte hij nog wel de finale op de 400 m, waarin hij vierde werd.
Zijn laatste internationale titels behaalde hij op de Centraal-Amerikaanse Spelen van 1982 die in Cuba plaatsvonden; daar won hij goud op de 800 m en op de 4 x 400 m estafette. Het volgende jaar nam hij deel aan de eerste wereldkampioenschappen atletiek in Helsinki, maar nadat hij zich had geplaatst in de eerste ronde op de 800 m, trapte hij op de rand van de piste en brak een beentje in zijn voet. Deze blessure betekende het einde van zijn carrière als internationale atleet.

### Viceminister van sport
Na zijn actieve loopbaan als atleet bleef Juantorena nauw betrokken bij het nationale Cubaanse en internationale sportbeleid. Hij is sedert 1984 viceminister van sport in Cuba en vicevoorzitter van het Cubaans Olympisch Comité. In de IAAF was hij onder meer voorzitter van de atletencommissie en anno 2007 is hij lid van de IAAF Council.
Een van zijn vijf kinderen, de gelijknamige Alberto Juantorena Jr. (geboren in 1977), is eveneens een atleet die zich toelegt op de tienkamp. In 2007 was zijn beste prestatie 8042 punten.
In 2012 werd hij opgenomen in de IAAF Hall of Fame.

## Titels
- Olympisch kampioen 400 m - 1976
- Olympisch kampioen 800 m - 1976
- Centraal-Amerikaans en Caribisch kampioen 400 m - 1973
- Centraal-Amerikaans en Caribisch kampioen 800 m - 1981

## Wereldrecords

### 800 m
- 1.43,50 (Montreal, 25 juli 1976)
- 1.43,44 (Sofia, 21 augustus 1977)

## Persoonlijke records
| Onderdeel | Prestatie | Datum            | Plaats   |
| --------- | --------- | ---------------- | -------- |
| 400 m     | 44,26 s   | 29 juli 1976     | Montreal |
| 800 m     | 1.43,44   | 21 augustus 1977 | Sofia    |

## Overwinningen
| Jaar | Competitie                  | Plaats        | Afstand             | Tijd    |
| ---- | --------------------------- | ------------- | ------------------- | ------- |
| 1973 | Universiade                 | Moskou        | 400 m               | 45,36 s |
| 1974 | Centraal-Amerikaanse Spelen | Santo Domingo | 400 m               | 45,52 s |
| 1976 | Olympische Spelen           | Montreal      | 400 m               | 44,26 s |
| 1976 | Olympische Spelen           | Montreal      | 800 m               | 1.43,50 |
| 1977 | Universiade                 | Sofia         | 800 m               | 1.43,44 |
| 1977 | Wereldbeker                 | Düsseldorf    | 400 m               | 45,36 s |
| 1977 | Wereldbeker                 | Düsseldorf    | 800 m               | 1.44,01 |
| 1978 | Centraal-Amerikaanse Spelen | Medellín      | 400 m               | 44,27 s |
| 1978 | Centraal-Amerikaanse Spelen | Medellín      | 800 m               | 1.47,23 |
| 1982 | Centraal-Amerikaanse Spelen | Havana        | 800 m               | 1.45,15 |
| 1982 | Centraal-Amerikaanse Spelen | Havana        | 4 x 400 m estafette |         |
| 1984 | Vriendschapsspelen          | Moskou        | 800 m               | 1.45,68 |

## Onderscheidingen
- IAAF Hall of Fame - 2012

1896: Thomas Burke ·
1900: Maxey Long ·
1904: Harry Hillman ·
1908: Wyndham Halswelle ·
1912: Charles Reidpath ·
1920: Bevil Rudd ·
1924: Eric Liddell ·
1928: Ray Barbuti ·
1932: Bill Carr ·
1936: Archie Williams ·
1948: Arthur Wint ·
1952: George Rhoden ·
1956: Charlie Jenkins ·
1960: Otis Davis ·
1964: Mike Larrabee ·
1968: Lee Evans ·
1972: Vince Matthews ·
1976: Alberto Juantorena ·
1980: Viktor Markin ·
1984: Alonzo Babers ·
1988: Steve Lewis ·
1992: Quincy Watts ·
1996: Michael Johnson ·
2000: Michael Johnson ·
2004: Jeremy Wariner ·
2008: LaShawn Merritt ·
2012: Kirani James · 
2016: Wayde van Niekerk · 
2020: Steven Gardiner · 
2024: Quincy Hall
1896: Teddy Flack ·
1900: Alfred Tysoe ·
1904: Jim Lightbody ·
1908: Mel Sheppard ·
1912: Ted Meredith ·
1920: Albert Hill ·
1924: Douglas Lowe ·
1928: Douglas Lowe ·
1932: Tommy Hampson ·
1936: John Woodruff ·
1948: Mal Whitfield ·
1952: Mal Whitfield ·
1956: Tom Courtney ·
1960: Peter Snell ·
1964: Peter Snell ·
1968: Ralph Doubell ·
1972: Dave Wottle ·
1976: Alberto Juantorena ·
1980: Steve Ovett ·
1984: Joaquim Cruz ·
1988: Paul Ereng ·
1992: William Tanui ·
1996: Vebjørn Rodal ·
2000: Nils Schumann ·
2004: Joeri Borzakovski ·
2008: Wilfred Bungei ·
2012: David Rudisha ·
2016: David Rudisha ·
2020: Emmanuel Korir ·
2024: Emmanuel Wanyonyi
- Bibliothèque nationale de France: cb14043428r (data)
- World Athletics: 14359171
- International Standard Name Identifier: 0000 0001 1443 4908
- Library of Congress Control Number: no2008012980
- Virtual International Authority File: 49026896
- WorldCat: E39PBJr7X8CkKF99dXmkQBg3Qq